# Markus Heikkinen
Markus Heikkinen (Katrineholm, 13 oktober 1978) is een in Zweden geboren Fins voormalig betaald voetballer die bij voorkeur als verdediger speelt. Hij tekende in januari 2014 een contract voor één jaar bij HJK Helsinki, dat hem overnam van IK Start. Heikkinen debuteerde in 2002 in het Fins voetbalelftal.

## Interlandcarrière
Heikkinen kwam in totaal 60 keer uit voor de nationale ploeg van Finland. Onder leiding van bondscoach Antti Muurinen maakte hij zijn debuut op 4 januari 2002 in de wedstrijd tegen Bahrein, net als aanvaller Peter Kopteff (Viking FK). Hij vormde in dat duel een viermansverdediging met aanvoerder Toni Kuivasto, Jussi Nuorela en Harri Ylönen.

## Erelijst
HJK Helsinki
- Fins landskampioen

2000, 2014
- Suomen Cup

2000, 2014
 Portsmouth
- Football League First Division

2003
 Rapid Wien
- Bundesliga

2008